# Peter Sendel
Peter Sendel (* 6. März 1972 in Ilmenau) ist ein ehemaliger deutscher Biathlet und heutiger Biathlontrainer.

## Werdegang
Seit 1978 widmet sich Peter Sendel dem Biathlon. Er galt als sicherer Schütze und wurde deshalb häufig in Staffelwettbewerben eingesetzt. Bei den Olympischen Winterspielen 1998 in Nagano gewann er mit der Staffel die Goldmedaille, ebenfalls mit der Staffel erreichte er eine Silbermedaille bei Olympia 2002 in Salt Lake City.
Dafür wurde ihm am 6. Mai 2002 das Silberne Lorbeerblatt verliehen.
Am 26. Dezember 2004 erklärte Peter Sendel überraschend seinen sofortigen Rücktritt vom Leistungssport; zwei Tage später bestritt er mit Katrin Apel bei der World Team Challenge seinen letzten Wettkampf.
Nach seiner aktiven Karriere wurde Sendel Biathlontrainer am Olympiastützpunkt Thüringen in Oberhof. Für den Deutschen Skiverband war er zunächst im Juniorenbereich tätig, später trainierte er die IBU-Cup-Mannschaft der Männer. Von 2018 bis 2024 war er Disziplintrainer der Lehrgangsgruppe 1b, d. h. der IBU-Cup-Mannschaft der Frauen.
Sendel ist verheiratet und wohnt mit seiner Frau in Erfurt. Er hat 3 Kinder.
Er ist Ehrenbürger von Großbreitenbach und Jüchsen.

## Erfolge
- Olympische Spiele:
  - 1998: 1 × Gold (Staffel)
  - 2002: 1 × Silber (Staffel)
- Weltmeisterschaften:
  - 1994: 1 × Bronze (Mannschaft)
  - 1996: 1 × Silber (Staffel)
  - 1997: 1 × Gold (Staffel), 1 × Silber (Mannschaft)
  - 2000: 1 × Bronze (Staffel)
  - 2003: 1 × Gold (Staffel)

## Biathlon-Weltcup-Platzierungen
Die Tabelle zeigt alle Platzierungen (je nach Austragungsjahr einschließlich Olympische Spiele und Weltmeisterschaften).
- 1.–3. Platz: Anzahl der Podiumsplatzierungen
- Top 10: Anzahl der Platzierungen unter den ersten zehn (einschließlich Podium)
- Punkteränge: Anzahl der Platzierungen innerhalb der Punkteränge (einschließlich Podium und Top 10)
- Starts: Anzahl gelaufener Rennen in der jeweiligen Disziplin

| Platzierung                                   | Einzel | Sprint | Verfolgung | Massenstart | Team | Staffel | Gesamt |
| --------------------------------------------- | ------ | ------ | ---------- | ----------- | ---- | ------- | ------ |
| 1. Platz                                      |        |        |            |             |      | 13      | 13     |
| 2. Platz                                      |        |        | 5          |             | 1    | 7       | 13     |
| 3. Platz                                      | 2      |        |            |             |      | 5       | 7      |
| Top 10                                        | 14     | 17     | 17         | 7           | 1    | 29      | 85     |
| Punkteränge                                   | 32     | 48     | 36         | 18          | 1    | 29      | 164    |
| Starts                                        | 47     | 84     | 48         | 18          | 1    | 30      | 228    |
| Stand: Daten möglicherweise nicht vollständig |        |        |            |             |      |         |        |